# Ronnie Bucknum
Ronald James Bucknum, detto Ronnie (Alhambra, 5 aprile 1936 – San Luis Obispo, 23 aprile 1992), è stato un pilota di Formula 1 statunitense, categoria nella quale ha fatto debuttare la Honda, e di altre categorie.
Bucknum inizia a correre nel 1957 nella categoria sport negli Stati Uniti, categoria dove colleziona 44 successi e 4 titoli (1959, 1960, 1962, 1964). Nel 1964 partecipa su Porsche 905 alla 12 ore di Sebring: in quell'occasione viene notato da Phil Hill (Campione del Mondo Formula 1 nel 1961), consulente per il progetto formula 1 della Honda. La casa giapponese, dopo aver scartato i piloti giapponesi per poca esperienza ed avere incassato il rifiuto di Hill, fa debuttare la sua vettura in occasione del Gran Premio di Germania del 1964 con alla guida proprio Bucknum. Il binomio Bucknum-Honda si rinnoverà nei due anni successivi, per un totale di 11 Gran Premi.
Nel 1966, in attesa che la Honda faccia debuttare il nuovo modello di Formula 1, Bucknum partecipa alla 24 Ore di Le Mans dove con Dick Hutcherson conquista, alla guida di una Ford GT 40 Mk III, un interessante terzo posto.
Abbandonata la Formula 1, Bucknum torna negli Stati Uniti, dove si cimenta ancora nella categoria sport nei campionati USRCC e Can-Am. Nel 1970 torna a correre la 24 Ore di Le Mans dove, al volante di una Ferrari 512S della North American Racing Team (NART), si qualifica in 13ª posizione e conclude con la conquista della 4ª piazza. Sempre su Ferrari corre anche la 24 Ore di Daytona, conclusa al 2º posto.
Nel 1974 dovrebbe correre ancora la 24 Ore di Le Mans con la Ferrari 365 GTB/4: a causa del diabete decide però di rinunciare e ritirarsi dalle corse. Proprio il diabete sarà nel 1992 la causa primaria della morte del pilota statunitense.

## Carriera in Formula 1
Ronnie Bucknum esordisce in Formula 1 il 2 agosto 1964 in occasione del 16º Grosser Preis von Deutschland, sul circuito storico del Nürburgring, al volante di una Honda RA271 del team ufficiale Honda R&H Co. gommata Dunlop: partito in 22ª e ultima posizione, si ritira al giro 11 di 15. Il gran premio è vinto da John Surtees su Ferrari.
| Risultati 1964 | Risultati 1964                   | Risultati 1964              | Risultati 1964 | Risultati 1964 | Risultati 1964 |
| Data           | Evento                           | Circuito                    | Pos            | Giri (%)       | Qual           |
| -------------- | -------------------------------- | --------------------------- | -------------- | -------------- | -------------- |
| 2 agosto       | 16 Grosser Preis von Deutschland | Nürburgring                 | rit            | 11 (73,3 %)    | 22º            |
| 6 settembre    | 35 Gran Premio d'Italia          | Circuito Nazionale di Monza | rit            | 13 (16,7 %)    | 10º            |
| 4 ottobre      | 7 United States Grand Prix       | Watkins Glen International  | rit            | 50 (45,5 %)    | 10º            |

Nel 1965 Bucknum, sempre alla guida di una Honda ufficiale del team Honda R&H Co., il modello Ra 272, disputa 6 gran premi dei 10 previsti dal calendario mondiale, conquistando in Messico i primi ed ultimi punti mondiali grazie ad un 5º posto; nel Gran Premio d'Italia coglie inoltre la migliore qualifica della sua carriera, partendo con il 6º tempo.
| Risultati 1965 | Risultati 1965             | Risultati 1965                   | Risultati 1965 | Risultati 1965 | Risultati 1965 |
| Data           | Evento                     | Circuito                         | Pos            | Giri (%)       | Qual           |
| -------------- | -------------------------- | -------------------------------- | -------------- | -------------- | -------------- |
| 30 maggio      | 23 Grand Prix de Monaco    | Circuito di Monte Carlo          | rit            | 33 (33,0 %)    | 15º            |
| 13 giugno      | 25 Grote Prijs van Belgie  | Circuit National de Francorchamp | rit            | 9 (28,1 %)     | 11º            |
| 27 giugno      | 51 Grand Prix de l'ACF     | Clermont-Ferrand                 | rit            | 4 (10,0 %)     | 16º            |
| 12 settembre   | 36 Gran Premio d'Italia    | Autodromo Nazionale di Monza     | rit            | 28 (36,8 %)    | 6º             |
| 3 ottobre      | 8 United States Grand Prix | Watkins Glen International       | 13º            | 92 (83,6 %)    | 12º            |
| 24 ottobre     | 4 Gran Premio de Mexico    | Autodromo Hermanos Rodriguez     | 5º             | 64 (98,5 %)    | 10º            |

Nel 1966 Bucknum prende il via in due soli gran premi, gli ultimi della stagione, al volante di una Honda Ra 273 ancora del team ufficiale.
| Risultati 1966 | Risultati 1966             | Risultati 1966               | Risultati 1966 | Risultati 1966 | Risultati 1966 |
| Data           | Evento                     | Circuito                     | Pos            | Giri (%)       | Qual           |
| -------------- | -------------------------- | ---------------------------- | -------------- | -------------- | -------------- |
| 2 ottobre      | 9 United States Grand Prix | Watkins Glen International   | rit            | 58 (53,7 %)    | 18º            |
| 23 ottobre     | 5 Gran Premio de Mexico    | Autodromo Hermanos Rodriguez | 8º             | 60 (92,3 %)    | 13º            |

In totale Bucknum partecipa a 11 gran premi, tutti su Honda del team ufficiale, percorrendo 422 giri (52,8 % dei giri teorici) con 8 ritiri (72,7 %). La posizione media, nei tre gran premi conclusi, è 8,7 (miglior piazzamento: 5º); la qualifica media è 13,4 (miglior piazzamento: 6º).

## Carriera in Can-Am
Bucknum ha preso parte a soli 5 eventi del campionato Can-Am, collezionando ben 4 ritiri, tutti alla guida di una Lola: Lola T 70 Mk 2 Ford (1966), Lola T 70 Mk 3B Ford (1968) e Lola T 163 Chevrolet (1969).
| Risultati in Can-Am | Risultati in Can-Am                  | Risultati in Can-Am | Risultati in Can-Am | Risultati in Can-Am |
| Data                | Evento                               | Pos                 | Giri (%)            | Qual                |
| ------------------- | ------------------------------------ | ------------------- | ------------------- | ------------------- |
| 11 settembre 1966   | Player's 200, St. Jovite             | rit                 | ?                   | ?                   |
| 1º settembre 1968   | 200 Miles Road America, Elkhart Lake | 17º                 | 42 (84,0 %)         | ?                   |
| 15 settembre 1968   | Bridgehampton Gp, Long Island        | rit                 | 27 (38,6 %)         | ?                   |
| 29 settembre 1968   | Klondike Trail 200, Edmonton         | rit                 | 18 (22,5 %)         | ?                   |
| 13 luglio 1969      | Watkins Glen Race, WAtkins Glen      | rit                 | 25 (28,7 %)         | ?                   |